# Sant'Agostino in cattedra
Il Sant'Agostino in cattedra è un dipinto a tempera e olio su tavola di Pietro Cavaro, databile intorno al 1528.
Probabilmente faceva parte di un retablo che Pietro Cavaro aveva realizzato per la chiesa dell'Ordine mendicante degli 
Agostiniani di Cagliari, demolita nella seconda metà del XVI secolo  attualmente è conservato  a Cagliari nella Pinacoteca nazionale.
L'opera divenne proprietà dello Stato dopo l'approvazione della legge Siccardi. 

## Storia
Inizialmente la tavola di sant'Agostino si trovava  nella chiesa di sant'Agostino Vecchio. Dopo la demolizione della chiesa, fu trasferita, secondo lo Spano, nel sant'Agostino Nuovo.
L'opera era stata attribuita dal Taramelli alla scuola di Jacomart,  nel 1928 Carlo Aru lo aveva attribuito ad un ignoto autore sardo e, lo stesso, infine attribuì l'opera a Pietro Cavaro. Quest'ultima attribuzione, basata sui confronti con il Retablo della Madonna del Latte di Villamar (dello stesso Cavaro), per la particolarità della tipologia e dei cromatismi, e per gli elementi di cultura italiana rinascimentale con la quale l'autore aveva avuto contatti in occasione di un suo viaggio a Napoli dopo il 1533, fu avallata da vari storici dell'arte fra cui Raffaello Delogu, C. Maltese, R. Serra.

## Descrizione
La tavola è caratterizzata da una particolare iconografia, che comprende varie tradizioni: il santo vescovo in cattedra, la consegna della Regola e la disputa con gli eretici.